# Fang Fang Kullander
Fang Fang Kullander, född 14 november 1962 i Peking, Kina, död 19 maj 2010 i Huddinge kommun var en kinesisk-svensk iktyolog. 
Fang Fang Kullander var kom till Sverige som doktorand år 1993. Hon disputerade 2001 vid Stockholms universitet med avhandlingen Phylogeny and Species Diversity of the South and Southeast Asian cyprinid genus Danio Hamilton (Teleostei, Cyprinidae) som behandlar sebrafisken (Danio rerio) och dess släktingar. Hon arbetade sedan som intendent på FishBase på Naturhistoriska riksmuseet. Hon var regionalt ansvarig för Kina i Internationella naturvårdsunionens Freshwater Fish Specialist Group, och sekreterare i European Ichthyological Society.
Devario fangfangae Kottelat och Alburnoides fangfangae Bogutskaya, Zupančič & Naseka är uppkallade efter Fang Kullander. Hon har själv beskrivit flera arter, bland annat Danio kyathit.
Fang Fang Kullander var från 1995 till sin död 2010 i sitt andra äktenskap gift med biologen Sven O. Kullander. Hon är begravd på S:t Botvids begravningsplats i Huddinge. Hon hade sonen Tiantian Kullander i sitt första äktenskap och en son med Sven O. Kullander.